# Mistrzostwa Świata w Hokeju na Lodzie 2008
Mistrzostwa Świata w Hokeju na Lodzie 2008 – 72. edycja mistrzostw świata organizowane przez IIHF, która odbyła się w Kanadzie. Turniej Elity odbył się w dniach 2-18 maja, a miastami goszczącymi najlepsze drużyny świata były Québec i Halifax.
Czas i miejsce rozgrywania pozostałych turniejów:
- Dywizja I Grupa A: 13-19 kwietnia, Innsbruck (Austria)
- Dywizja I Grupa B: 13-19 kwietnia, Sapporo (Japonia)
- Dywizja II Grupa A: 7-13 kwietnia, Miercurea-Ciuc (Rumunia)
- Dywizja II Grupa B: 7-13 kwietnia, Newcastle (Australia)
- Dywizja III: 31 marca-4 kwietnia, Luksemburg (Luksemburg)
- Kwalifikacje do III Dywizji: 15-17 lutego, Sarajewo (Bośnia i Hercegowina)

## Elita
| Msc. | Reprezentacja |
| ---- | ------------- |
|      | Rosja         |
|      | Kanada        |
|      | Finlandia     |
| 4    | Szwecja       |
| 5    | Czechy        |
| 6    | USA           |
| 7    | Szwajcaria    |
| 8    | Norwegia      |
| 9    | Białoruś      |
| 10   | Niemcy        |
| 11   | Łotwa         |
| 12   | Dania         |
| 13   | Słowacja      |
| 14   | Francja       |
| 15   | Słowenia      |
| 16   | Włochy        |

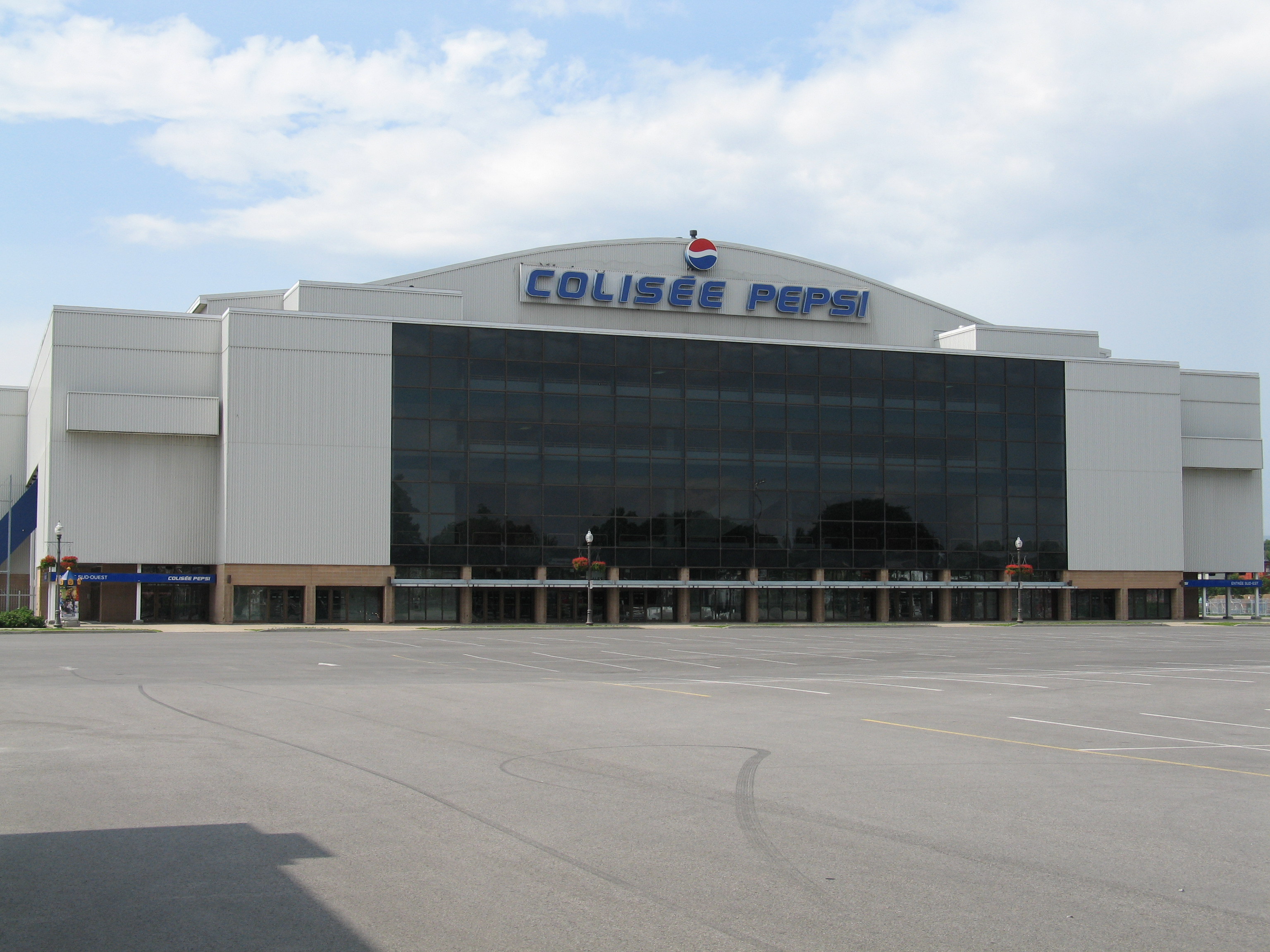
Colisée Pepsi

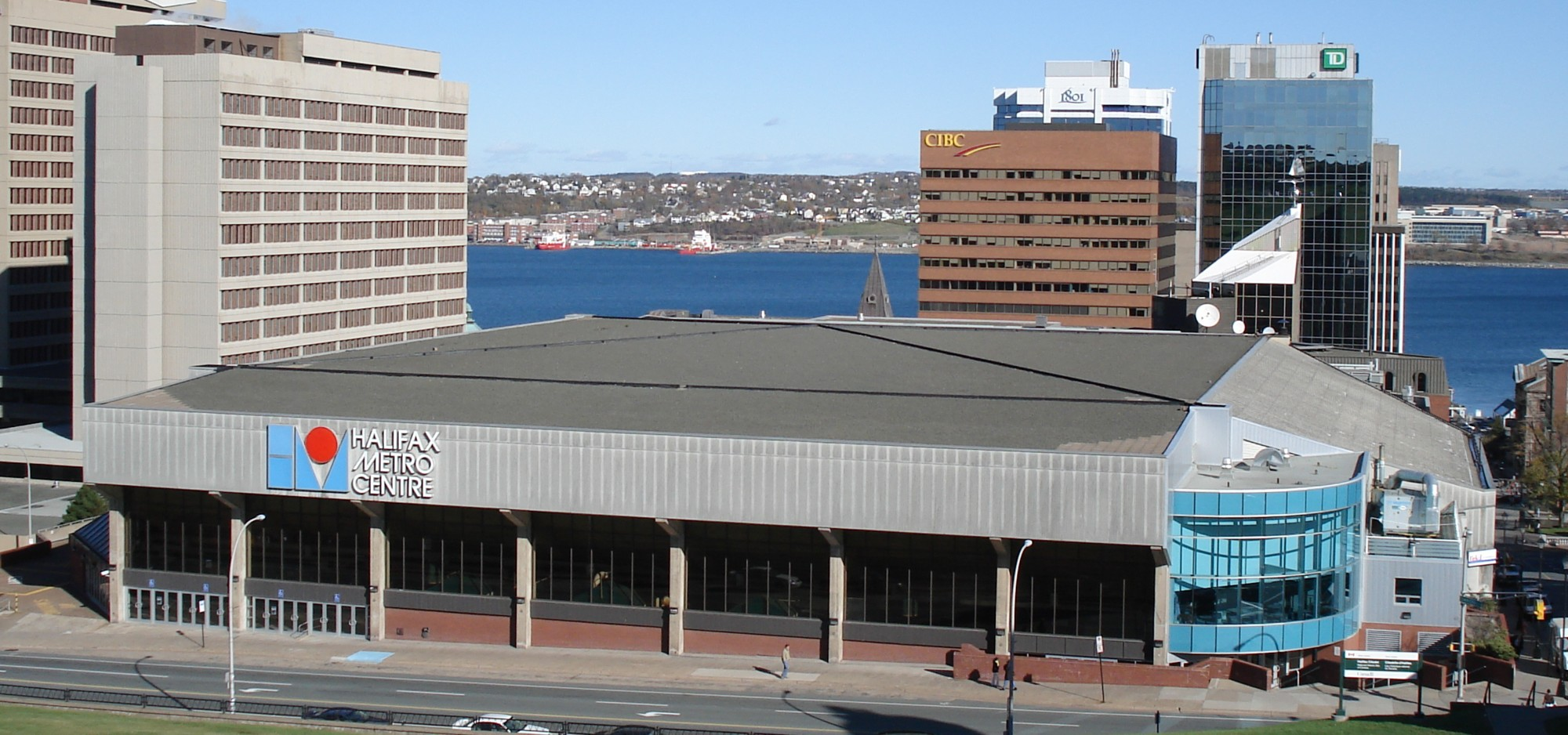
Halifax Metro Centre

W tej części mistrzostw uczestniczyło najlepsze 16 drużyn na świecie. System rozgrywania meczów jest inny niż w niższych dywizjach. Najpierw odbyły się dwie fazy grupowe, a potem systemem pucharowym 8 drużyn walczy o mistrzostwo. Najgorsze drużyny w pierwszej fazie grupowej grają między sobą systemem playout. Przegrywający te zawody spadali do pierwszej dywizji. Mecze zostały rozegrane w Kanadzie po raz pierwszy w historii. Nie były to jednak pierwsze mistrzostwa elity na kontynencie amerykańskim. W 1962 roku mistrzostwa odbyły się w USA, a dokładniej w Colorado Springs.
Hale w których odbyły się zawody to:

Colisée Pepsi (o pojemności 15 750 miejsc)

Halifax Metro Centre (o pojemności 10 595 miejsc)
Zawody odbyły się w dniach 2 – 18 maja 2008 roku. Pierwszym meczem, który odbył się na tych mistrzostwach to spotkanie pomiędzy Czechami i Duńczykami. W tymże meczu pierwszą bramkę w turnieju zdobył Stefan Lassen, który strzelił bramkę już w 31 sekundzie.
Królem strzelców mistrzostw został Dany Heatley, który zdobył 12 bramek w dziewięciu rozegranych meczach. ten sam zawodnik zdobył najwięcej punktów w klasyfikacji kanadyjskiej, w której zdobył 20 punktów (12 bramek i 8 asyst). Do piątki gwiazd zaliczono: bramkarza reprezentacji Rosji – Jewgienija Nabokowa, obrońców: Kanadyjczyka Greena z Kanady i Czecha Kaberle oraz napastników: Nash'a, Heatley'ego (obaj z Kanady) i Owieczkina z Rosji. MVP turnieju został wybrany Dany Heatley.

## Pierwsza dywizja
Grupa A
| Lp. | Drużyna          |
| --- | ---------------- |
| 1   | Austria          |
| 2   | Kazachstan       |
| 3   | Polska           |
| 4   | Wielka Brytania  |
| 5   | Holandia         |
| 6   | Korea Południowa |

Grupa B
| Lp. | Drużyna   |
| --- | --------- |
| 1   | Węgry     |
| 2   | Ukraina   |
| 3   | Japonia   |
| 4   | Litwa     |
| 5   | Chorwacja |
| 6   | Estonia   |

W mistrzostwach pierwszej dywizji uczestniczyło 12 zespołów, które zostały podzielone na dwie grupy po 6 zespołów. Rozegrały one mecze systemem każdy z każdym. Zwycięzcy turniejów awansowali do mistrzostw świata elity w 2009 roku, zaś najsłabsze drużyny spadły do drugiej dywizji.
Grupa A rozgrywała swoje mecze w austriackim mieście Innsbruck w hali TWK Arena. Turniej odbywał się w dniach 13 – 19 kwietnia 2008 roku. W Austrii swoje mecze rozgrywała reprezentacja Polski.
Grupa B rozgrywała swoje mecze w japońskim mieście Sapporo w hali Tsukisamu Sapporo Arena. Turniej odbywał się w dniach 13 – 19 kwietnia 2008 roku.

### Mecze Polaków
| 13 kwietnia 2008 | Wielka Brytania | 1:2 pk. | Polska | TWK Arena |

| Szczegóły      | Szczegóły              | Szczegóły                 | Szczegóły                                     | Szczegóły                                   |
| -------------- | ---------------------- | ------------------------- | --------------------------------------------- | ------------------------------------------- |
| Godzina: 17:00 | G. Chambers 26:14 (EQ) | (0:1, 1:0, 0:0, 0:0, 0:1) | 15:11 (EQ) M. Urbanowicz 65:00 (PS) K. Zapała | Widzów: 2490 Sędzia główny: Miroslav Jebavy |

| 14 kwietnia 2008 | Polska | 6:4 | Holandia | TWK Arena |

| Szczegóły      | Szczegóły | Szczegóły       | Szczegóły                                                                                | Szczegóły                                    |
| -------------- | --- | --------------- | ---------------------------------------------------------------------------------------- | -------------------------------------------- |
| Godzina: 13:30 | L. Laszkiewicz 03:35 (PP) M. Kolusz 11:54 (EQ) L. Laszkiewicz 24:25 (SH) A. Labryga 40:56 (EQ) M. Urbanowicz 42:09 (EQ) A. Borzęcki 51:53 (PP) | (2:2, 1:1, 3:1) | 10:29 (EQ) N. de Jong 19:59 (EQ) M. Korthuis 27:49 (PS) Stienstra 59:55 (PS) B. Smulders | Widzów: 1090 Sędzia główny: Tommy Soestumoen |

| 16 kwietnia 2008 | Polska | 3:4 pk. | Kazachstan | TWK Arena |

| Szczegóły      | Szczegóły                                                          | Szczegóły                 | Szczegóły                                                                                   | Szczegóły                                    |
| -------------- | ------------------------------------------------------------------ | ------------------------- | ------------------------------------------------------------------------------------------- | -------------------------------------------- |
| Godzina: 17:00 | K. Zapała 40:49 (EQ) L. Laszkiewicz 48:27 (EQ) M. Jaros 56:30 (EQ) | (0:1, 0:1, 3:1, 0:0, 0:1) | 09:40 (PP) A. Gawrilin 22:17 (EQ) A. Spiridonow 44:20 (EQ) J. Uszkow 65:00 (PS) K. Kasatkin | Widzów: 2132 Sędzia główny: Tommy Soestumoen |

| 18 kwietnia 2008 | Polska | 4:1 | Korea Południowa | TWK Arena |

| Szczegóły      | Szczegóły                                                                               | Szczegóły       | Szczegóły            | Szczegóły                                    |
| -------------- | --------------------------------------------------------------------------------------- | --------------- | -------------------- | -------------------------------------------- |
| Godzina: 17:00 | K. Zapała 26:27 (PP) M. Jaros 37:15 (EQ) J. Różański 50:54 (EQ) S. Kowalówka 56:39 (EQ) | (0:0, 2:1, 2:0) | 24:18 (EQ) K. H. Kim | Widzów: 2005 Sędzia główny: Christian Oswald |

| 19 kwietnia 2008 | Austria | 7:3 | Polska | TWK Arena |

| Szczegóły      | Szczegóły | Szczegóły       | Szczegóły                                                           | Szczegóły                                    |
| -------------- | --- | --------------- | ------------------------------------------------------------------- | -------------------------------------------- |
| Godzina: 20:30 | J. Rebek 11:31 (EQ) D. Kalt 23:13 (PP) G. Unterluggauer 23:36 (PP) D. Kalt 26:45 (EQ) D. Welser 31:55 (EQ) P. Lukas 39:10 (EQ) G. Unterluggauer 50:04 (PP) | (1:1, 5:0, 1:2) | 13:00 (EQ) M. Kolusz 45:00 (EQ) M. Urbanowicz 51:53 (EQ) A. Labryga | Widzów: 3200 Sędzia główny: Tommy Soestumoen |

## Druga dywizja
Grupa A
| Lp. | Drużyna  |
| --- | -------- |
| 1   | Rumunia  |
| 2   | Belgia   |
| 3   | Serbia   |
| 4   | Izrael   |
| 5   | Bułgaria |
| 6   | Irlandia |

Grupa B
| Lp. | Drużyna       |
| --- | ------------- |
| 1   | Australia     |
| 2   | Chiny         |
| 3   | Hiszpania     |
| 4   | Meksyk        |
| 5   | Islandia      |
| 6   | Nowa Zelandia |

W mistrzostwach pierwszej dywizji uczestniczyło 12 zespołów, które zostały podzielone na dwie grupy po 6 zespołów. Rozegrały one mecze systemem każdy z każdym. Zwycięzcy turniejów awansowali do mistrzostw świata pierwszej dywizji w 2009 roku, zaś najsłabsze drużyny spadły do trzeciej dywizji.
Grupa A rozgrywała swoje mecze w rumuńskich mieście Miercurea-Ciuc w hali Vákár Lajos. Turniej odbywał się w dniach 7 – 13 kwietnia 2008 roku.
Grupa B rozgrywała swoje mecze w australijskim mieście Newcastle w hali HISS Arena. Turniej odbywał się w dniach 7 – 13 kwietnia 2008 roku.

## Trzecia dywizja
| Lp. | Drużyna        |
| --- | -------------- |
| 1   | Korea Północna |
| 2   | RPA            |
| 3   | Luksemburg     |
| 4   | Turcja         |
| 5   | Grecja         |
| 6   | Mongolia       |

| Lp. | Drużyna              |
| --- | -------------------- |
| 1   | Grecja               |
| 2   | Bośnia i Hercegowina |
| 3   | Armenia              |

W tej części mistrzostw uczestniczyło 6 drużyn, które rozgrywają mecze w jednej grupie systemem każdy z każdym. Najlepsze dwa zespoły awansowały do drugiej dywizji. Gospodarzem turnieju była stolica Luksemburga miasto Luksemburg. Był to pierwszy turniej mistrzostw świata na terenie tego państwa.
Zawody odbyły się w dniach od 31 marca do 6 kwietnia 2009 roku.
Mecze rozgrywano w hali Luxembourg Kockelscheur.
Po raz pierwszy w historii mistrzostw świata rozegrano turniej, którego zwycięzca awansował do III dywizji. Historyczny turniej odbył się w stolicy Bośni i Hercegowiny – Sarajewo. Areną zmagań była Hala Olimpijska w Sarajewie (Zetra Olympics Hall) mogąca pomieścić 12 000 osób. Po raz pierwszy od 1999 roku w mistrzostwach uczestniczyła Grecja.
Władze IIHF postanowiły wykluczyć reprezentacje Armenii i rozegrane przez tę reprezentacje mecze rozstrzygnięto walkowerem 5:0 na korzyść przeciwnika. Armenia została wykluczona, gdyż odmówiła okazania paszportów swoich graczy przed rozegraniem pierwszego meczu.